# Frédéric Demontfaucon
Frédéric Demontfaucon, född den 24 december 1973 i Le Creusot, är en fransk judoutövare.
Han tog OS-brons i herrarnas mellanvikt i samband med de olympiska judotävlingarna 2000 i Sydney.